# Clarkton (Carolina del Nord)
Clarkton és una població dels Estats Units a l'estat de Carolina del Nord. Segons el cens del 2000 tenia 705 habitants.

## Demografia
Segons el cens del 2000, Clarkton tenia 705 habitants, 285 habitatges i 176 famílies. La densitat de població era de 243 habitants per km².
Dels 285 habitatges en un 29,1% hi vivien nens de menys de 18 anys, en un 37,5% hi vivien parelles casades, en un 21,1% dones solteres, i en un 38,2% no eren unitats familiars. En el 34,4% dels habitatges hi vivien persones soles el 16,8% de les quals corresponia a persones de 65 anys o més que vivien soles. El nombre mitjà de persones vivint en cada habitatge era de 2,3 i el nombre mitjà de persones que vivien en cada família era de 2,95.
Per edats la població es repartia de la següent manera: un 25% tenia menys de 18 anys, un 6,1% entre 18 i 24, un 25,1% entre 25 i 44, un 27,7% de 45 a 60 i un 16,2% 65 anys o més.
L'edat mediana era de 41 anys. Per cada 100 dones de 18 o més anys hi havia 80,5 homes.
La renda mediana per habitatge era de 22.206 $ i la renda mediana per família de 31.146 $. Els homes tenien una renda mediana de 31.719 $ mentre que les dones 25.764 $. La renda per capita de la població era de 14.278 $. Entorn del 25,1% de les famílies i el 31,3% de la població estaven per davall del llindar de pobresa.

## Poblacions més properes
El següent diagrama mostra les poblacions més properes.